# Sunwah Tower
Sunwah Tower là một tòa nhà cao tầng ở Thành phố Hồ Chí Minh, Việt Nam được thiết kế bởi Los Angeles Architects Archeon International. Nó tọa lạc trên đường Nguyễn Huệ. Tòa nhà gồm 21 tầng nổi và 3 tầng hầm được sử dụng để đậu xe. Có 6 thang máy dành cho khách sử dụng và 1 thang máy chỉ dành cho mục đích phục vụ. Tòa nhà được khánh thành vào năm 1995 và là tòa nhà cao nhất ở Việt Nam trong năm đó với 92 mét cho đến khi bị Saigon Centre vượt qua với chiều cao 106 mét.
Thông tin chung về toà nhà Sunwah Tower:
- Tổng diện tích: 20.800 mét vuông
- Độ cao trần nhà: 2,7m
- Tổng số thang máy: 6 thang máy khách và 1 thang máy phục vụ
- Điều hòa không khí: Tập trung
- Phòng cháy chữa cháy: Vòi phun tiêu chuẩn quốc tế, thiết bị phát hiện khói và hệ thống báo cháy